# Benz 60PS
Il termine Benz 60PS identifica una famiglia di autovetture di gran lusso prodotta dal 1906 al 1914 dalla Casa automobilistica tedesca Benz & Cie.

## Storia e caratteristiche
Questa famiglia è stata introdotta assieme alla 50PS, sempre esclusivissima. La storia della famiglia di vetture 60PS prodotte della Benz può essere distinta in due parti. La prima, che vedeva a listino modelli dalla meccanica più convenzionale, e la seconda, che vedeva invece modelli decisamente più moderni per l'epoca, grazie ad alcune soluzioni innovative.

### La 60PS e la 35/60 PS
Il primo modello della famiglia era denominato semplicemente 60PS: era una grossa vettura costruita riprendendo per intero i principali standard costruttivi dell'epoca. Si ritrovano quindi il telaio in lamiera d'acciaio stampata, le sospensioni ad assale rigido con balestre semiellittiche, l'impianto frenante a ceppi, la trasmissione a catena (con cambio a 4 marce e frizione a cono), il motore a 4 cilindri in linea di tipo biblocco e l'accensione a magnete e batteria, tutte soluzioni tipiche di quel periodo.

Tra le altre soluzioni adottate di frequente in quel periodo e presenti anche sulla 60PS vi era  la distribuzione a T, cioè con valvole di aspirazione su un lato del motore e valvole di scarico sul lato opposto, soluzione che imponeva il doppio asse a camme laterale, mosso in questo caso da ingranaggi cilindrici. Questo motore, pressoché quadro, era strettamente imparentato con il quadricilindrico da 7.4 litri montato sulla 50PS, dal quale differiva per la maggior misura dell'alesaggio, portato a 145 mm, mentre la misura della corsa rimaneva ferma a 140 mm, permettendo il raggiungimento di ben 9240 cm³ di cilindrata.

La 60PS raggiungeva una potenza di 60 CV a 1350 giri/min, potenza che consentiva alla vettura di raggiungere una velocità massima di 95 km/h.

Nel 1907, anno successivo al debutto commerciale, la 60PS venne impiegata anche in campo agonistico. In tale configurazione, la 60PS era in grado di raggiungere fino a 130 km/h.

Nel 1908 venne impiegato un nuovo 4 cilindri, sempre biblocco, ma stavolta di tipo sottoquadro, della cilindrata di 8885 cm³ (135x150 mm). Immutate le caratteristiche prestazionali.

Nel 1909 è da segnalare il cambiamento della denominazione del modello, che si chiamò così 35/60 PS, ma senza aggiornamenti particolari. Piuttosto fu rilevante l'esordio di un nuovo modello che andò ad affiancare e poco dopo a sostituire la 35/60 PS. Tale modello fu chiamato 29/60 PS e fu il modello che inaugurò la seconda fase della carriera della famiglia delle Benz 60PS.

### La 29/60 PS
La 29/60 PS era un'evoluzione della precedente 60PS. Ferme restando le principali caratteristiche telaistiche, le differenze stavano principalmente nel motore, derivato dall'unità da 8.9 litri montata sulla 35/60 PS. La differenza sostanziale tra il nuovo ed il vecchio motore stava nell'alesaggio ridotto da 135 a 125 mm, fatto che causò un abbassamento della cilindrata, scesa a 7360 cm³. Altra significativa differenza stava nel nuovo schema di distribuzione, non più a T, ma ad L, cioè a valvole laterali come in precedenza, ma stavolta tutte su un lato, fatto che permetteva l'utilizzo di un solo asse a camme laterale anziché due. Inoltre l'accensione era sempre a magnete e batteria, ma stavolta utilizzava due candele per cilindro anziché una sola. La potenza era invece invariata a 60 CV, ottenuti in questo caso a 1400 giri/min anziché 1350.

La 29/60 PS raggiungeva una velocità massima di 90 km/h.

Nonostante alcune caratteristiche che la rendevano leggermente meno impegnativa della 35/60 PS, la 29/60 PS rimaneva comunque un'auto solo per pochissimi fortunati, basti pensare che il solo autotelaio costava all'epoca circa 16.500 marchi.

Nel 1910 la 29/60 PS sostituì di fatto la 35/60 PS, uscita di produzione nello stesso anno.

La produzione di questa vettura cessò nel 1914. L'eredità di questo modello venne raccolta dalla Benz 25/65 PS.